# Willie Coburn
Willie Coburn (30 april 1941 - 5 december 2015) was een Schots voetballer die speelde als verdediger.

## Carrière
Coburn speelde bijna heel zijn carrière voor St. Johnstone FC van 1962 tot 1972. Hij eindigde zijn carrière bij Forfar Athletic.
In 2013 trad hij toe tot de Hall of Fame van St. Johnstone FC.